# Riserva Moac
Riserva Moac est un groupe italien de folk rock, originaire de Molise.

## Histoire

### Débuts (2001–2004)
Riserva Moac est composé de neuf musiciens nés dans les provinces de Campobasso et d'Isernia. Grâce à de nombreux concerts nationaux et internationaux, Riserva Moac devient rapidement un phénomène émergent sur le circuit de la musique alternative, partageant plus d'une fois la scène avec des groupes et des artistes de renom. Le membre Fabrizio Russo explique le nom du groupe comme suit : « littéralement et historiquement, notre nom dérive de « Molise, Orient, Afrique, Cuba », qui sont les principales influences musicales et culturelles que nous avons utilisées dans notre musique, mais en le traduisant, il peut signifier n'importe quel endroit dans le monde avec M, O, A, C. En bref, le sens est que la musique rapproche tous les peuples, les cultures, les différences et crée quelque chose qui est effectivement unifié. »
À la base de tout cela, il y a un choix minimaliste de créer un son basé principalement sur la force des instruments acoustiques tels que le tuba-basse, la trompette et le saxophone, l'accordéon et la section des cornemuses, des anches doubles et des flûtes typiques des différents groupes ethniques du monde, littéralement mis à contribution avec des rythmes et des instruments de différentes parties du monde, et avec la basse, la guitare et la batterie dont la tâche est de créer ces sons que la réalité musicale moderne offre. En 2004, ils remportent le prix Una Canzone per Amnesty lors de la septième édition du concours Voci per la Libertà et sont parmi les six finalistes de la Sanremo Song Academy.
En 2001, le musicien Aldo Iezza compose des morceaux originaux pour cornemuse et ciaramella, d'un style proche du rock et de la pop, avec l'ajout de bases midi pour fournir un support essentiel à la batterie, à la basse électrique et à la guitare électrique. Après quelques représentations en solo, son désir d'impliquer d'autres musiciens dans son expérience l'amène à solliciter la collaboration de l'accordéoniste Roberto Napoletano.
La formation de Riserva Moac est partie d'une idée du musicien Roberto Napoletano, originaire de Molise, où la fusion de certains instruments traditionnels du musicien Aldo Iezza, dont la cornemuse et la cialamella, avec les instruments électroniques modernes, donne naissance à la première idée musicale du groupe. Dès lors, l'accordéoniste Roberto Napoletano contacte les autres membres, et le batteur Oreste Sbarra et le bassiste Patrizio Forte se joignent au collectif, qui commence à prendre forme. Plus tard, le chanteur Fabrizio Russo Pachamama et la voix féminine de Mariangela Pavone Maya donnent au groupe un nouveau caractère distinctif. Finalement, le guitariste Giovanni Nardacchione rejoint le groupe et c'est avec cette formation qu'ils sortent leur premier album.

### Bienvenido(2005–2009)

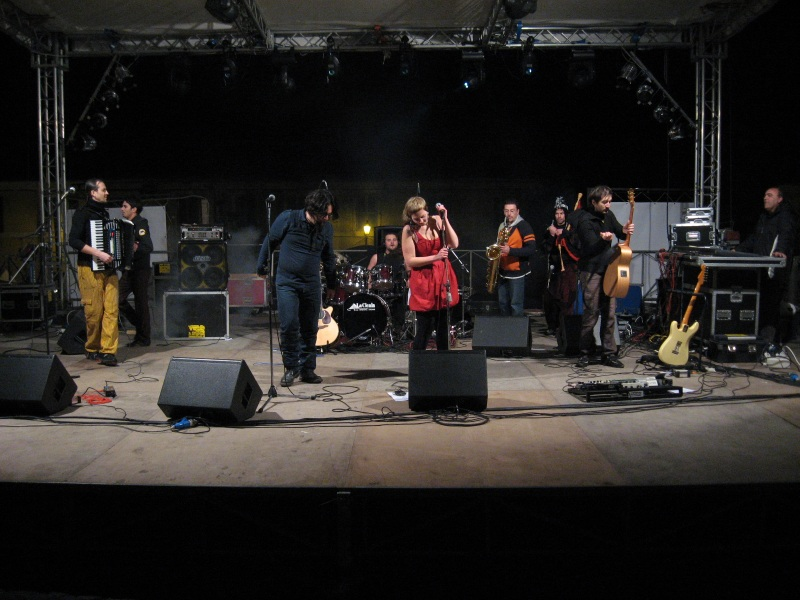
Riserva Moac en 2008.

Au cours de l'été 2005 sort le premier album intitulé Bienvenido, une sorte d'invitation à vivre dans le nouveau village musical de Moac Reserve, publié sous le label Ultimo Piano Records. L'album revient, environ un an après sa date de sortie, dans une double réédition atteignant plus de 6 000 exemplaires vendus.
C'est ainsi que commence une longue série de concerts qui atteignent des sommets et des moments importants avec leur participation au Festival Wave Love d'Arezzo, au Meeting Etichette Indipendenti de Faenza, au Festival Musica de Mantova, à la Biennale del Mediterraneo et à d'autres encore.
En 2006, ils remportent le concours national Primo maggio tutto l'anno, qui leur permet d'ouvrir le concert historique de Primo Maggio sur la Piazza San Giovanni à Rome,.
La dynamique scénique de Riserva Moac, dont les concerts se caractérisent par un impact sonore et scénique considérable, capable d'une implication du public, se font immédiatement connaître au niveau international ; ils participent au Festival interceltique de Lorient (France) en tant que représentant italien ; toujours en France, en 2006, le groupe est invité à la 20e édition du Festival international de musique universitaire (FIMU), dans la ville de Belfort. Mais c'est aussi à l'étranger que Moac Reserve étend ses frontières avec une série de concerts aux États-Unis, dans des villes telles que Boston, New York et Springfield. À noter également une importante étape à l'étranger au festival allemand TFF.Rudolstadt en tant que représentant de la musique italienne.
Le groupe participe à plusieurs émissions de télévision, telles que On the Roads et Italia Che Vai, et sa musique est utilisée comme publicité dans le programme Matrix sur Canale 5 et sur LA7.

### Derniers albums (depuis 2009)
Après plusieurs reports, juillet 2009 voit la sortie de La musica dei popoli, le deuxième album de Riserva Moac.
Babilonia, le troisième album sorti en octobre 2015, est plein de musique qui se veut sans frontières, sans nations, de la Méditerranée à l'electronica, du Balkan beat aux musiques du monde : tout ce qui est sonore est transformé en musique dans les dix pistes qui, même sur la couverture, voudraient être désordonnées pour donner une idée du chaos culturel. Babilonia est publié sur le label allemand de Dinkel, Galileo MC, grâce aux nombreuses représentations de Moac Reserve en Allemagne et distribué dans toute l'Europe, précisément parce qu'il s'agit d'une œuvre qui englobe tous les pays, unissant les peuples par la musique.
Le quatrième album de Riserva Moac, Tintilia Gran Riserva, sort le 13 mai 2019, sous le label suisse Escudero Records et distribué par Disques Office. Le disque se veut une réflexion sur le sort de la planète Terre et les problèmes liés au changement climatique. Deux singles extraits de ce dernier album ont été transformés en clips vidéo : Tintilia Gran Riserva et Beltane. Un autre titre, Harambee, est en rotation sur certaines radios suisses comme RTR (Radio Svizzera Rumancha). En 2022, le groupe joue au festival de Sanremo.

## Style musical
Riserva Moac s'inspire de l'imagerie d'un village, où tout le monde est le bienvenu, et où les sons de partout se mélangent. Ils réélaborent le folk rock italien et les rythmes balkaniques de manière originale, en utilisant des instruments acoustiques tels que l'accordéon et surtout des instruments à vent (tuba, trompette, saxophone et airphones ethniques) avec la section rock composée de la basse, de la guitare et de la batterie, unissant ainsi les rythmes et les instruments du monde entier, le mot d'ordre étant la contamination.

## Membres

### Membres actuels
- Fabrizio « Pacha Mama » Russo - chant
- Eva Sabelli - chant
- Roberto Napoletano - percussions, accordéon, chant
- Patrizio Forte - basse électrique
- Fabio Castrilli - guitare électrique
- Graziano Carbone - baterie, programmation
- Antonio Scioli - tuba-basse, airphones ethniques
- Genesio D'Uva - DJ, producteur

### Anciens membres
- Aldo « Zefiro » - cornemuse
- Iezza - cornemuse, cialamella, gaïta, zurna, xaphoon, tin whistle
- Oreste « Sir Amur  » Sbarra - tambour
- Gianni « Kilone » Nardacchione - guitare
- Mario Evangelista - guitare électrique, guitare acoustique, mandoline, dobro, banjo
- Alessio Lalli - trompette et bugle soprano
- Vladimiro D'Amico - saxophone alto, ténor, baryton
- Mariangela « Maya » Pavone - chant

## Discographie

### Albums studio
- 2005 : Bienvenido (Ultimo Piano Records)
- 2009 : La musica dei popoli
- 2015 : Babilonia
- 2019 : Tintilia Gran Riserva

### Apparitions
- 2003 : Arezzo Wave
- 2003 : Trimi's Festival
- 2004 : Sulla Memoria
- 2005 : GE2001
- 2005 : Mantova Musica Festival
- 2005 : Cous Cous Fest
- 2005 : Primo Maggio Tutto l'Anno
- 2005 : Voci per la Libertà
- 2006 : Meiduemilasei
- 2006 : Primo Maggio Tutto l'Anno
- 2006 : Tribu Italiche
- 2007 : Primo Maggio Tutto l'Anno
- 2007 : Laratro
- 2008 : Musicultura